# Voo TWA 891
O voo TWA 891 era uma linha aérea que ligava a Europa aos Estados Unidos, sendo operada pela TWA. No dia 26 de junho de 1959, um Lockheed L-1649A Starliner que cobria essa linha caiu nas proximidades de Milão após ser atingido por um raio, durante a passagem sobre uma região de mau tempo. No acidente todos os 68 ocupantes da aeronave morreriam instantaneamente. 

## Aeronave
Com o lançamento do Douglas DC-7C Seven Seas em 1956, que tinha alcance de 9012 km, a Lockheed se viu obrigada a desenvolver uma versão de longo alcance do Constellation, que perdia mercado frente ao DC-7. O Lockheed L-1649A Starliner  seria lançado no final de 1956 tendo sido desenvolvido para atuar em rotas intercontinentais, possuindo alcance de quase 10000 km. O Starliner acabaria perdendo a concorrência para o DC-7C. Seriam construídos 44 exemplares do Starliner (incluindo o protótipo), contra 121 aeronaves DC-7C Seven Seas construídas. A empresa TWA acabaria adquirindo 29 exemplares do Starliner, a um custo de US$ 3 milhões cada. Com o advento da era do jato, os Starliner seriam aposentados pela TWA precocemente em 1967. Os últimos Starliner operacionais voariam até a década de 1980. A aeronave acidentada no voo 891 foi construída em 1957 e tinha o número de construção  1015, tendo sido registrada N7313C. A aeronave foi batizada pela TWA de Star of the Severn.

## Acidente
O Voo 891 da TWA teve início em Atenas às 10h15 min, tendo realizado sua primeira escala na cidade de Roma às 14h. A próxima escala seria realizada em Milão, sendo ainda previstas escalas em Paris, Londres, Nova e Chicago, destino final da aeronave. Após decolar de Milão às 17h28 min (hora local), o Lockheed L-1649A Starliner prefixo N7313C transportava 58 passageiros e 8 tripulantes. Os boletins meteorológicos informavam que havia céu nublado com chuva forte, teto de 2 mil metros e visibilidade de 2 milhas.
A tripulação transmitira sua última posição 12 minutos após a decolagem. Por volta das 17h 40 min um raio caiu sobre a aeronave, causando uma explosão que desintegraria completamente a mesma. Todos os 68 ocupantes da aeronave teriam morte instantânea. Entre os passageiros estava Maria Fermi, irmã do físico italiano Enrico Fermi. Os restos da aeronave cairiam numa área localizada no vilarejo de Olgiate Olona, cerca de 32 quilômetros a noroeste do aeroporto de Milão.

## Investigações
O acidente seria investigado por comissão formada por autoridades italianas e representantes da Civil Aeronautics Board (CAB) dos Estados Unidos.
Após a análise dos destroços e dos boletins meteorológicos do dia do acidente e do depoimento de testemunhas, seria constatado que a aeronave sofreu uma explosão em pelo ar. Essa explosão teve origem no tanque de combustível n.º 7 (central). Os tanques de combustível estavam cheios de querosene e gases gerados pelo combustível. A aeronave foi atingida por um relâmpago que causou a ignição dos gases através dos drenos dos tanques de combustível localizados nas asas. A explosão do tanque n.º 7 causou outra explosão no tanque nº 6, tendo essas duas explosões destruído a aeronave fazendo cair seus destroços no vilarejo de Olgiate Olona.

## Nacionalidades

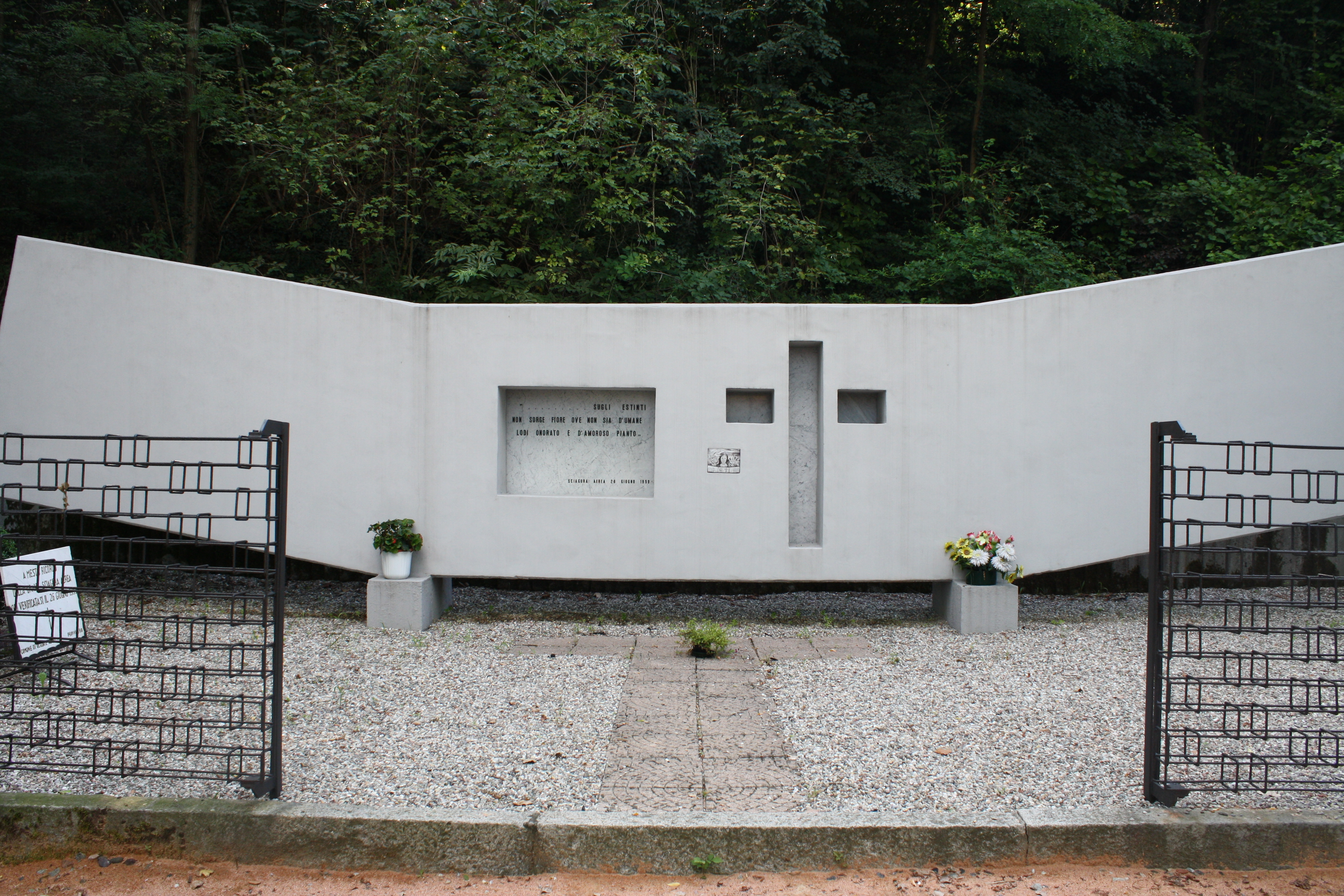
Monumento erguido em memória das vítimas do acidente.

A aeronave transportava 9 tripulantes e 58 passageiros. Uma criança seria morta em terra quando brincava no local, aumentado para 69 o número de vítimas. Curiosamente, o memorial levantado no local do acidente lista 70 vítimas:
| Nacionalidade | Tripulação | Passageiros | Total |
| ------------- | ---------- | ----------- | ----- |
| estadunidense | 6          | 29          | 35    |
| italiana      | –          | 16          | 16    |
| francesa      | 3          | 4           | 7     |
| britânica     | -          | 4           | 4     |
| chilena       | -          | 2           | 2     |
| alemã         | -          | 1           | 1     |
| israelense    | -          | 1           | 1     |
| egípcia       | -          | 1           | 1     |
| Total         | 9          | 58          | 68    |